# دمیکیت
دمیکیت  (به انگلیسی: Domeykite) با فرمول شیمیایی Cu3As از مجموعه کانی هاست و از اسم یک کانی‌شناس شیلیائی به نام Domeyko گرفته شده‌است. محلول در HNO۳ برای اولین بار در چک اسلواکی کشف شد و از نظر شکل بلور: ناشناخته، رنگ: سفید قلعی - سبز تند - زرد - قهوه ای، شفافیت: کدر(اپاک)، جلا: فلزی، رخ: ندارد و در رده‌بندی آرسنیات است  و منشأ تشکیل آن هیدروترمال است.
همایند کانی‌شناسی (پارانژ) آن نقره- کویور- نقره است.
، از نظر ژیزمان توده‌ای - دانه‌ای کمیاب است و بیشتر در آلمان شرقی، فرانسه، چک اسلواکی، شیلی و ایران یافت می‌شود.